# Cigánské melodie
Cigánské melodie, Op . 55 je hudební sbírka českého skladatele Antonína Dvořáka na texty stejnojmenné básnické sbírky Adolfa Heyduka.

## Charakteristika
Po řadě drobných cyklických klavírních skladeb se skladatel obrací k tvorbě písňové a v roce 1880 vydává sbírku Cigánské melodie, opus 55. Pro texty k novým písním sáhl tentokrát skladatel k dílu Adolfa Heyduka z roku 1859, které bylo v té době značně populární. Dvořák si vybral ze sbírky sedm textů:
1. Má píseň zas mi láskou zní
2. Aj! Kterak trojhranec můj prerozkošně zvoní
3. A les je tichý kolem kol
4. Když mne stará matka
5. Struna naladěná, hochu toč se v kole
6. Široké rukávy a široké gatě
7. Dejte klec jestřábu ze zlata ryzého

Skladatel komponoval na německé překlady, které z českého originálu přebásnil sám Heyduk. Důsledně dbal na shodu českého a německého znění, takže hudební deklamace Cigánskych melodií je téměř dokonalá. Písně vyznávají celkově svobodu a volnost jako hlavní živel cikánského žití. Jednotlivé písně jsou vybudovány a přiřazeny k sobě se smyslem pro kontrast v náladách a pro účinné vyhrocení celku.

## Peripetie
Cigánské melodie vznikaly v době, kdy vydavatel Simrock vydával Dvořákovy vokální skladby pouze s německým textem. To bylo zřejmě důvodem, proč komponoval novou sbírku přímo na německé překlady. První vydání písní se v létě 1880 objevilo pouze s německým textem, což způsobilo rozruch v Čechách, takže následovalo další rok vydání s českým textem (a anglickým) s příslibem vydání následujících sbírek s původním textem.
Cigánské melodie věnoval Dvořák vídeňskému tenorovi Gustavu Waltherovi, který projevil o jeho písně zájem a se zálibou je předváděl. Cigánské melodie zpíval poprvé na svém samostatném koncertě ve Vídni 4. února 1881.